# Beverley Bryan
Pour les articles homonymes, voir Bryan.
Beverley Bryan, née le 18 août 1949 à Portland en Jamaïque, est une pédagogue et universitaire jamaïcaine. Elle est professeure d'enseignement des langues à l'université des Indes occidentales à Mona. Installée en Grande-Bretagne avec ses parents à la fin des années 1950, elle devient l'une des membres fondatrices du Brixton Black Women's Group et co-auteure du livre de 1985 The Heart of the Race: Black Women's Lives in Britain.

## Biographie

### Jeunesse
Beverley Bryan naît le 18 août 1949 à Portland en Jamaïque, mais part pour l'Angleterre en 1959 pour rejoindre ses parents, partis en Grande-Bretagne en 1953, dans le cadre de la « génération Windrush ». Elle et ses parents s'installent finalement à Brixton, Londres, où vit une importante  communauté afro-caribéenne. Beverley étudie l'enseignement à l'Université de Keele, dans le Staffordshire, et retourne à Brixton pour enseigner dans une école primaire. Elle poursuit ensuite ses études à l'Université de Londres, obtenant un Bachelor of Arts en anglais, un  Master of Arts et un Philosophiæ doctor en enseignement des langues. Elle est membre des Panthères noires britanniques au début des années 1970, et plus tard, avec des militantes telles qu'Olive Morris et Liz Obi, elle aide à fonder le Black Women's Group (BWG) basé à Brixton, un collectif basé à Brixton qui partage les mêmes idées radicales.
Beverley Bryan co-écrit avec Stella Dadzie et Suzanne Scafe le livre The Heart of the Race, un travail collaboratif né des préoccupations du BWG, qui est publié en 1985 par Virago Press. En parlant de l'objectif du BWG, Bryan note : « Les femmes sont venues nous voir pour nous parler de problèmes sur leur lieu de travail, d'incidents dans les hôpitaux ou les centres de santé, de cas de maltraitance de leurs enfants par la police ou l'école... C'est ainsi que, lorsque j'ai coécrit Heart of the Race, nous disposions d'un éventail complet de vies et d'histoires sur lesquelles nous pouvions nous appuyer. ». Le livre est réédité en 2018 par Verso Books, avec une nouvelle préface de Lola Okolosie, et comprend un entretien avec les autrices par Heidi Safia Mirza, mettant l'accent sur l'impact du livre depuis sa publication et sa pertinence continue .
En juin 2020, Beverley Bryan évoqué son engagement dans le Black Panther Movement lors d'un rare entretien accordé au podcast Tell A Friend. Elle évoque les difficultés qu'elle a rencontré au cours de la période de discrimination raciale des années 1970.

### Carrière
En 1992, Beverley Bryan retourne en Jamaïque à l'université des Indes occidentales (UWI) en tant que maître de conférences en études éducatives. Elle est promue maître de conférences en 2002 et professeure en 2011, et dirige le département des études pédagogiques. Beverley Bryan est une autorité en matière d'apprentissage de l'anglais pour les créoles jamaïcains et travaille en tant que consultante auprès du ministère de l'éducation sur la politique linguistique. Elle conseille également  d'autres gouvernements des Caraïbes sur les politiques d'alphabétisation et est membre du groupe d'experts de la Décennie des Nations unies pour l'alphabétisation.
Elle est l'une des fondatrices du Caribbean Poetry Project lancé en 2010, une collaboration entre l'UWI et l'Université de Cambridge qui vise à accroître la visibilité des écrivains caribéens au Royaume-Uni .
Elle est l'oratrice principale à la huitième conférence annuelle de Huntley en 2013, abordant le sujet «Éduquer nos enfants, libérer notre avenir».
Elle contribue à l'anthologie 2019 New Daughters of Africa (éditée par Margaret Busby ) avec A Windrush Story,.
En 2021, Beverley Bryan donne la conférence en ligne Windrush Day, intitulée Moments et problèmes clés du mouvement des droits civiques britanniques noirs: une brève histoire de notre histoire / voyage (jusqu'à présent).

## Sélection de publications
- The Heart of the Race: Black Women's Lives in Britain, avec Stella Dadzie, Suzanne Scafe ; Presse Virago, 1985, (ISBN 9780860683612) . Nouvelle édition, Verso Books, 2018, (ISBN 9781786635860)
- Between Two Grammars: Language Learning and Teaching in a Creole-speaking Environment, Ian Randle Publishers, 2010, (ISBN 978-9766373528)